# Philophylla diversa
Philophylla diversa är en tvåvingeart som först beskrevs av Wang 1989.  Philophylla diversa ingår i släktet Philophylla och familjen borrflugor. Inga underarter finns listade i Catalogue of Life.